# Жилин, Иван Сергеевич
Иван Сергеевич Жилин (27 октября [8 ноября] 1893, Байкова, Карачевский район — 7 декабря 1976, Севастополь) — российский и советский военный деятель. Генерал-майор артиллерии (1942). Участник Первой мировой войны, гражданской войны и Великой Отечественной войны.

## Биография

Памятная доска в Севастополе

Родился 27 октября (8 ноября) 1893 года в деревне Байкова (сейчас — Карачаевский район Брянской области). Начал работать в 14 лет на железной дороге. Во время Первой мировой войны был призван в ряды Русской императорской армии. Служил в запасной конно-артиллерийском дивизионе в Орле. В 1916 году Жилина направили на Северо-Западный фронт. Служил рядовым, был бомбардиром-наводчиком и орудийным начальником в составе 8-й кавалерийской дивизии Западного фронта.
В 1918 году добровольно вступил в Красную гвардию. Во время гражданской войны сражался на Восточном и Южном фронтах. Получил ранение во время сражения за Крым в 1920 году.
Окончил командные курсы при Киевской артиллерийской школе в 1921 году, после чего был назначен командиром 2-й батареи Керченской группы береговых батарей Севастопольской крепости.
В 1923 году окончил Артиллерийскую школу особого назначения. В 1926 году его перевели в Севастополь, где Жилин получил должность командира 2-й батареи отдельного крепостного зенитно-артиллерийского дивизиона.

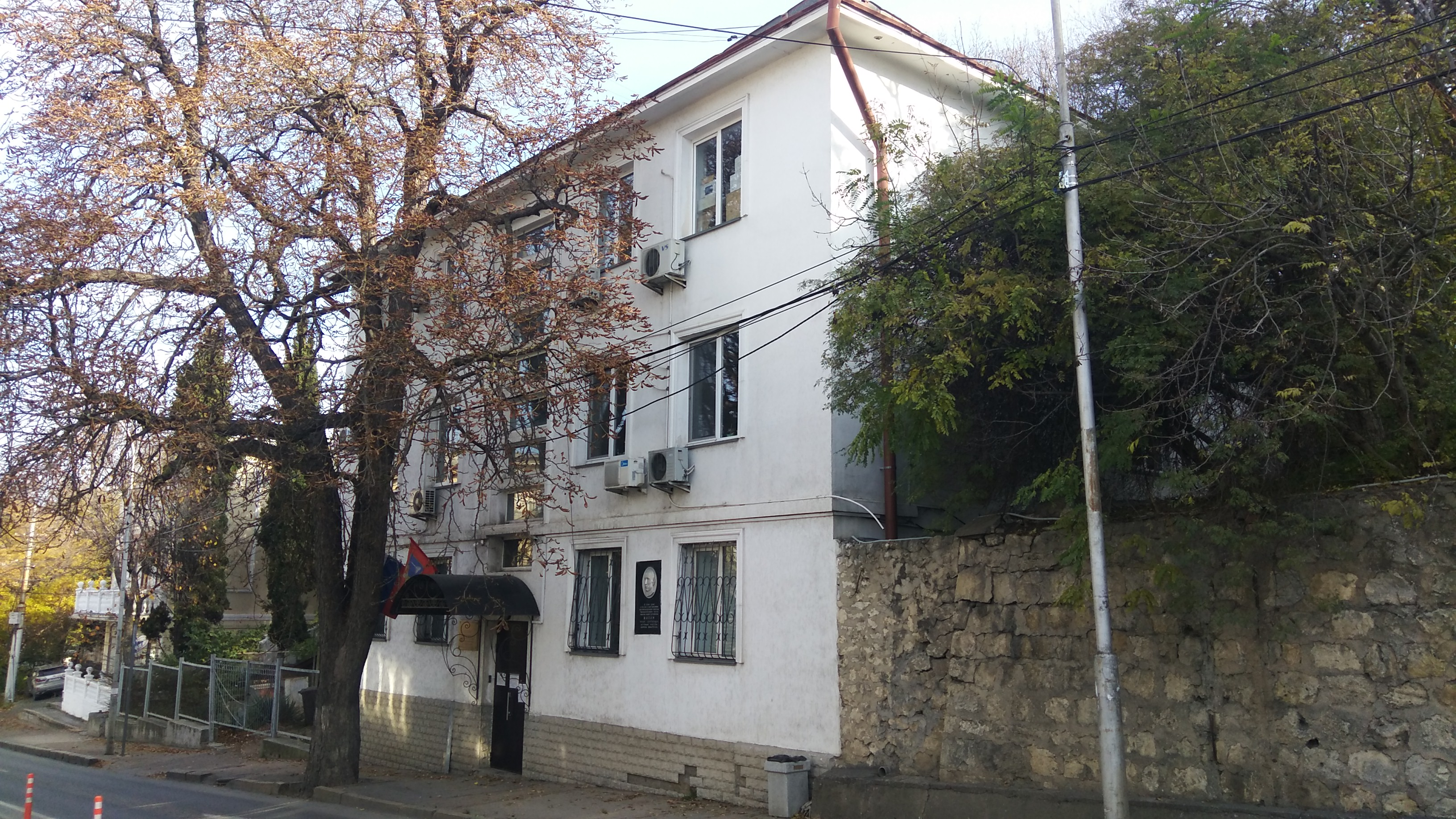
Здание, где с 1935 по 1941 год жил Иван Жилин

После окончания курсов усовершенствования командного состава в 1929 году стал командиром 1-го дивизиона 61-го зенитно-артиллерийского полка. В 1933 году был переведён на позицию командира 61-го зенитно-артиллерийского полка.
С июня 1938 года — начальник противовоздушной обороны Черноморского флота. Во время Великой Отечественной войны при обороне Севастополя с июня по ноябрь 1941 года занимался руководством силами ПВО на главной базе Черноморского флота. После падения Севастополя занимался организацией ПВО в Поти, Туапсе, Геленджике, Новороссийске и Анапе. С 13 декабря 1942 — генерал-майор артиллерии. В мае 1944 года окончил Высшие академические курсы ВВС и ПВО при Военно-морской академии имени К. Е. Ворошилова и назначен заместителем командира корпуса ПВО (затем начальник ПВО) Тихоокеанского флота.
В 1949 году вернулся в Севастополь, получив назначение на должность командующего 100-й зенитной артиллерийской дивизии ПВО Черноморского флота. С сентября 1941 года — заместитель начальника ПВО Черноморского флота по артиллерии. Вышел в отставку в 1953 году по состоянию здоровья.
Скончался 7 декабря 1976 года в Севастополе. Похоронен на кладбище Коммунаров. В 1991 году на фасаде дома № 3 по улице Четвёртой Бастионной, где Иван Сергеевич проживал с 1935 по 1941 год, была установлена памятная табличка с рельефным портретом Жилина, которую выполнил скульптор Станислав Чиж.

## Награды
- Орден Ленина[1]
- Орден Красного Знамени (четыре раза)[1]
- Орден Красной Звезды[1]
- Орден Отечественной войны I степени[2]